# 巴宾斯基反射

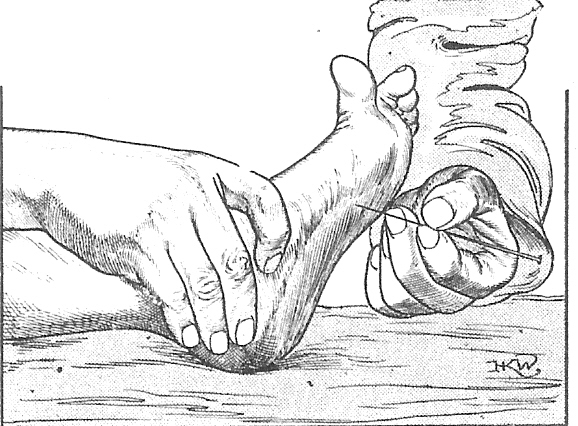
巴宾斯基反射

巴宾斯基反射是一种在刺激足底时出现的神经反射现象，常被用来观察新生儿神经系统发育情况，和诊断成人脊髓和脑部疾病。

## 方法
用钝物从脚后跟向前轻轻地摩擦足底的外侧缘，可能会产生以下三种结果：
- 屈肌反射：脚趾和整个脚向内屈曲（蹠反射）——这是健康的成人正常的反应。
- 没有反应。
- 伸肌反射：拇趾朝向头的方向上翘，同时其他脚趾呈扇形张开；这就是巴宾斯基反射的标志。对于几个月大的新生儿，这属于正常反应；但对于超过2岁者，通常这就属于异常反应。但在睡眠状态下和长时间的步行之后（例如士兵行军）出现的巴宾斯基反射仍属于正常 。

## 解释
这种伸肌反射可以解释为脊髓损伤。
几个月大的新生儿通常都会表现出这种伸肌反射。用手指轻划婴儿脚底外侧，他的拇扯会缓缓地上跷，其余各趾则呈扇形张开。这是由于新生儿的中枢神经通路（锥体束及大脑皮层）还未成熟，因而该反射不受大脑皮层抑制。该反射约在6－18个月逐渐消失，但在睡眠或昏迷中仍可出现。2岁后若再出现此反射，一般是锥体束受损害的表现。　

## 名称来源
该反射现象最早由法国波兰裔神经学家巴宾斯基（Joseph Jules François Félix Babinski，1857年—1932年）所描述，故得名。